# P4 Blekinge
P4 Blekinge, även kallad Sveriges Radio Blekinge P4, är Sveriges Radios lokalradiostation som sänder över Blekinge. Redaktionen ligger i Karlskrona. Det fanns tidigare en lokalredaktion i Karlshamn, men den stängdes av besparingsskäl vid årsskiftet 2007/2008.  
Morgonen, Förmiddagen och Eftermiddagen är programmen som sänds i P4 Blekinge. Bland programledarna kan nämnas Patrik Franke, Helena Gustafsson, Daniel Kjellander, Daniel Wallin, Linn Elmstedt och Matilda Ljungkvist. Thomas Deutgen, känd från juryn i SVT:s Dansbandskampen jobbade på stationen 2006-2008 och bor numera utanför Karlshamn. 
2013 samlade P4 Blekinge in drygt 286 000 kronor till Världens barn bland annat genom att sälja hela sitt skivarkiv, med hela 40 000 CD-skivor och 12 000 LP-skivor. 2012 samlades drygt 100 000 kronor in. 
Kanalchef från 1 februari 2013 är Peppe Alfiero.

## Frekvenser
Nedan följer en tabell med frekvenser.
| P4 Blekinge | SR P1    | SR P2    | SR P3    | SR P4     |
| ----------- | -------- | -------- | -------- | --------- |
| Karlshamn   | 90,3 MHz | 93,4 MHz | 98,3 MHz | 100,4 MHz |
| Karlskrona  | 89,1 MHz | 95,0 MHz | 97,7 MHz | 100,7 MHz |
| Ronneby     | -        | -        | -        | 87,8 MHz  |

Information: Teracom